# Alabama Indijanci
Alabama (Alibamu, ).- Indijansko pleme porodice Muskhogean s gornjeg toka rijeke Alabame u Alabami. U južnoj Alabami nalazimo ih u ranom 18. stoljeću kao članove konfederacije Creek. Tokom 19. stoljeća pleme migrira u zapadnu Louisianu i istočni Teksas. Država Alabama kasnije uzima sebi njihovo ime. Pleme danas živi na rezervatu Alabama & Coushatta, s Koasati Indijancima. Godine 1990. izbrojeno ih je svih skupa 1,000. Po jeziku bili su srodni plemenima Muklasa, Pawokti i Tuskegee. 

## Ime
Ime Alabama došlo je iz (alba amo, u značenju weed gatherer) zbog njihovog sakupljanja biljaka iz kojega su proizvodili poznati 'black drink', prema drugima od Choctaw fraze "Alba Ayamule" u značenju  "I open the thicket". Ostali nazivi bili su Ma'-mo an-ya-di, ili Ma'-mo han-ya, od plemena Biloxi i Oke-choy-atte, dano od Schoolcrafta, a prema imenu 'grada' Oktcaiutci.

## Običaji Alabama
Alabame su poput Koasatija bili ratari koji su živjeli u velikim selima, do 1700. u indijanskom stilu, a kasnije su preuzeli europski stil kuće. Smatra se da su plemena Muskhogean plemena nasljednici stare Mound Builders kulture. Temeljna vjerovanja ovih plemena, njihove ceremonije i tradicije su iste. Gradili su u prošlosti velike mounde oblike piramide, na čijem se vrhu nalazila kuća ili svetište svećenika. Sveta vatra simbol je njihove religije, ona se neprekidno održavala u glavnom svetištu, a okruživale su je četiri upaljene klade koje su se nalazile na zapadu, istoku, sjeveru i jugu .
Alabame su bili ratari a kukuruz, grah i 'squash' bile su glavne kulture. Bavili su se također i lovom, obično jelen, i sakupljanjem divljih plodova, oraha i kopanjem korijenja. Najslađa hrana ovih Indijanaca bio je medvjed, voljeli suz ga mnogo više nego meso jelena ili govedinu koju su dobili od doseljenika. U lovu na sitniju divljač Alabame su koristili puhaljku izrađenu od trske, oružje inače najpoznatije kod južnoameričkih tropskih plemena, imali su ga i gvatemalski Quiché.

## Povijest
Alabame su bili sjedilački lovci i ratari, vrlo često u sukobima s drugim plemenima. Njih moguće 1539. susreće De Soto u sjevernom Mississippiju, susreti su se događali naravno u nekoliko bitaka. Svoju borbenost pokazuju i kasnije. Godine 1702. oni pomažu Britancima u ratovima protiv plemena Tohome i Mobile, a i šest godina kasnije (1708. u savezu s drugim plemenima napadaju Ft. St. Louis i Mobile. U ovim krajevima zadržavaju se još do 1777. kada počinju prelaziti Mississippi u Louisiani i Red River, no iduće godine dio ih se s Tawasa Indijancima pridružuje Seminolama na Floridi. Početkom 19. stoljeća (1806.) Alabame sele u Teksas gdje se za njih i Coushatta Indijance utemeljuje rezervat na kojemu žive i danas. Alabame su na području Teksasa 1854. dobili rezervat na kojemu danas žive s nešto pripadnika plemena Koasati. Koasati su se isprva naselili tek uz pomoć ženidbe na rezervatu dodijeljenom Alabamama, pa se mnogi vraćaju iz Teksasa u Louisianu kod Kindera gdje ih još nešto ima. Godine 1859. znatan dio Koasatija ipak se priključio Alabamama.

## Sela
Autauga, na sjevernoj obali Alabame oko ušća Autauga Creeka, okrug Autauga. 
Kantcati, na Alabami blizu Montgomeryja, i na istoj strani. 
Nitahauritz, na sjevernoj strani Alabame u okrugu Dallas. 
Okchayutci, oko 1800. na rijeci Coosa. 
Wetumpka, 1761. kod današnje Wetumpke.

## Vanjske poveznice
- Alabama  Arhivirana inačica izvorne stranice od 29. rujna 2007. (Wayback Machine)
- ALABAMA-COUSHATTA INDIANS
- The Alabama-Coushatta Indians.
- Alabama Tribe History Brief  Arhivirana inačica izvorne stranice od 24. studenoga 2005. (Wayback Machine)